# Alexander Dehms
Alexander Dehms (* 15. Dezember 1904 in Karolinenhof bei Berlin; † 20. September 1979 in Berlin) war ein Widerstandskämpfer gegen den Nationalsozialismus und Politiker der SPD.

## Leben
Dehms wurde 1919 Mitglied des Deutschen Metallarbeiter-Verband. Im Jahr 1923 trat er der SPD bei. Zwei Jahre später wurde er wegen seiner Mitarbeit beim Internationalen Jugendbund (IJB) wieder ausgeschlossen. Von 1924 bis 1927 war er Schüler in dem von Leonard Nelson und Minna Specht gegründeten Landerziehungsheim Walkemühle und wurde 1926 Mitglied des Internationalen Sozialistischen Kampfbundes (ISK), der auch der Träger der Walkemühle war. Nach der „Machtergreifung“ wurde Dehms 1934 in Untersuchungshaft wegen des „Verdachts auf Hochverrat“ genommen. Der Volksgerichtshof verurteilte ihn 1938 zu zehn Jahren Zuchthaus.
Nach dem Zweiten Weltkrieg arbeitete Dehms in den Bezirksämtern Treptow, Köpenick und Kreuzberg von Berlin. Dehms war in den Bezirksämtern für den Wiederaufbau und die Entwicklung der öffentlichen Bibliotheken auf bezirklicher Ebene zuständig. Die politische Teilung der Stadt und die verstärkte doktrinäre Einflussnahme auf das Bibliothekswesen im Ostsektor ließ manchen im Bibliothekswesen Tätigen vom Ostsektor in die Westsektoren wechseln. So auch Dehms, der von 1949 bis 1969 das Bibliotheksamt des Bezirks Kreuzberg leitete. Als Leiter des Bibliotheksamts stand Dehms zugleich dem Stadtbücherei Kreuzberg genannten bezirklichen Bibliotheksverbund vor.
Von 1951 bis 1967 war er Mitglied des Abgeordnetenhauses von Berlin. Nach Jahren der Kampagne, gewann Dehms eine Mehrheit der Abgeordneten, die am 31. März 1955 das Berliner Büchereigesetz verabschiedeten, das für die öffentlichen Bibliotheken den Ausbau, höhere Finanzzuweisungen und eine bessere technische Ausstattung vorsah. Dieses Gesetz ermöglichte den Umzug mancher Bibliothek in einen Neubau, so auch der 1. Volksbücherei, der ältesten 1850 gegründeten städtischen Bibliothek, die bei der Gelegenheit nach Friedrich von Raumer, der die Berliner öffentlichen Bibliotheken 1846 initiierte, in Friedrich-von-Raumer-Bibliothek umbenannt wurde. Anfang der 1960er Jahre wurde das Büchereigesetz bereits Makulatur, weil dessen noch nicht begonnenen Vorgaben unter Finanzierungsvorbehalt gestellt wurden.
Nachdem der gemäß Büchereigesetz anfangs aufgestellte Entwicklungsplan für die öffentlichen Bibliotheken 1965 ersatzlos ausgelaufen war, erreichte die Finanzierung der öffentlichen Bibliotheken in puncto Haushaltsanteil und Kaufkraft nicht wieder das relative Niveau wie bei Inkrafttreten des Gesetzes. Dehms folgte als Leiter der Stadtbücherei Kreuzberg Alfred Kalisch (* 1925), der ab 1953 die Friedrich-von-Raumer-Bibliothek (1. Volksbücherei) geleitet hatte.

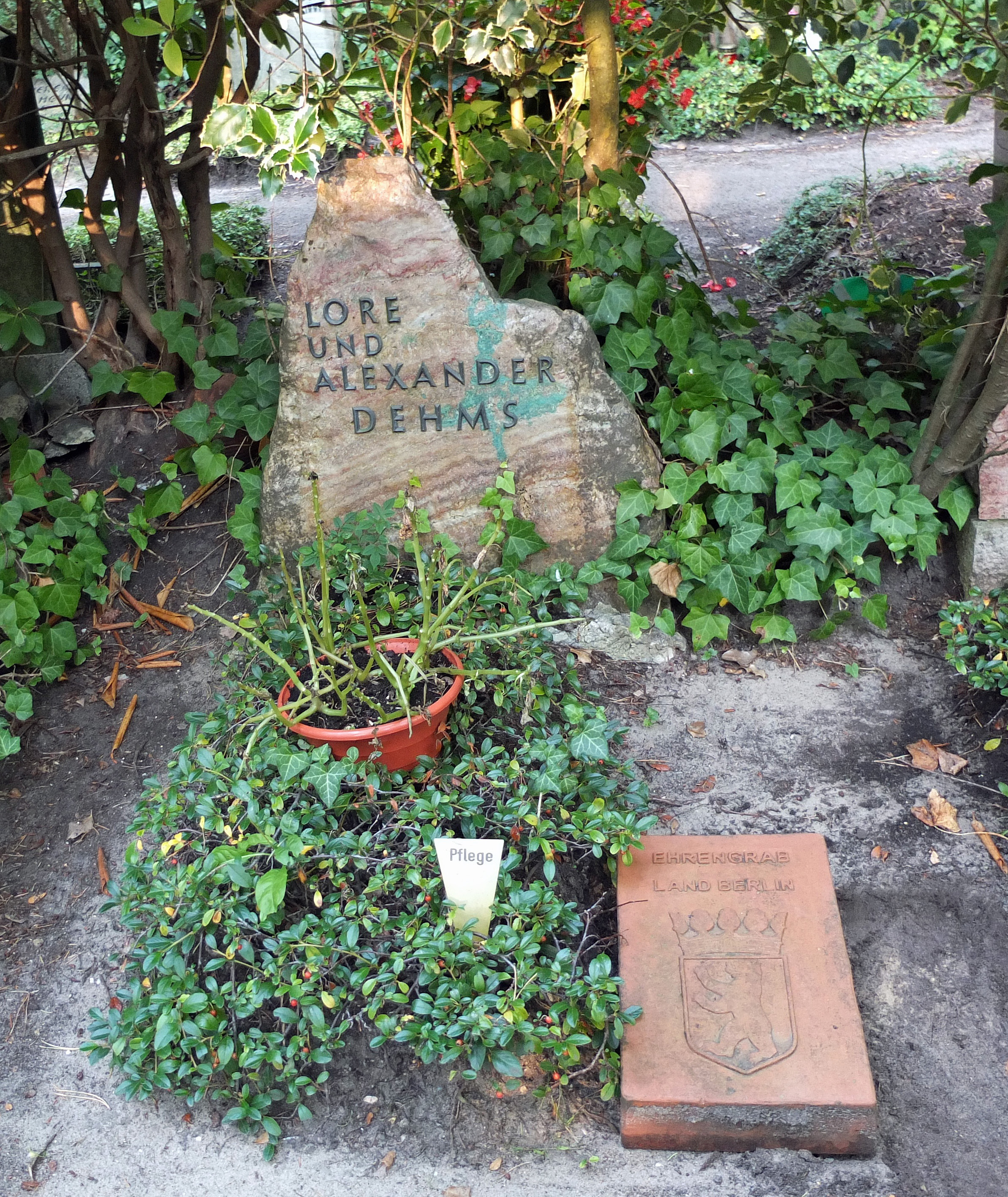
Ehrengrab von Alexander Dehms auf dem Friedhof Heerstraße in Berlin-Westend

1975 wurde Dehms als Stadtältester von Berlin geehrt.
Alexander Dehms starb im September 1979 im Alter von 74 Jahren in Berlin. Sein Grab befindet sich auf dem landeseigenen Friedhof Heerstraße in Berlin-Westend. Die letzte Ruhestätte von Alexander Dehms (Grablage: II-Ur 3-186) ist als Ehrengrab des Landes Berlin gewidmet.